# Ewa Sowińska
Ewa Barbara Sowińska (* 5. März 1944 in Bromberg) ist eine polnische Ärztin und Politikerin. Sie gehörte von 1977 bis 1980 der Polnischen Vereinigten Arbeiterpartei (PZPR) an, von 2003 bis 2004 agierte sie in der Katholisch-Nationalen Bewegung (Ruch Katolicko-Narodowy), und 2004 trat sie der Liga Polnischer Familien (LPR) bei. Von 2004 bis 2006 war sie Sejm-Abgeordnete. Vom 7. April 2006 bis zum 30. Juni 2008 war sie Regierungsbeauftragte für die Rechte des Kindes. 2012 trat sie der Partei  Solidarisches Polen bei, wo sie als Sprecherin des Lodzer Klubs tätig ist.

## Kontroverse Vorschläge
Im Jahr 2006 schlug Sowińska die obligatorische Registrierung wilder Ehen vor.
Im März 2007 forderte sie die Aufstellung einer Liste von Berufen, die Schwule und Lesben nicht ausüben dürften. Im ersten Halbjahr 2007 verteidigte sie in einem Brief an Papst Benedikt XVI. den wegen Spitzeltätigkeit für die Staatssicherheit in Verruf geratenen Erzbischof Stanisław Wielgus.
Im Mai 2007 äußerte sie die Vermutung, dass die männliche Figur der Teletubbies Tinky Winky wegen ihrer lila Farbe und dem roten Damenhandtäschchen Homosexualität propagiere und daher nicht mehr ausgestrahlt werden dürfe. Sowińska wollte ihren Verdacht durch Experten prüfen lassen. Dafür wurde sie weltweit in den Medien verhöhnt; die Washington Post kürte Ewa Sowińska mit der bronzenen Medaille bei den 2007 Idiot of the Year Awards. Man entschied in der polnischen Regierung, auf die Prüfung zu verzichten.